# El Manatí

El Manatí e outros sítios arqueológicos da zona nuclear olmeca.

El Manatí  é um sítio arqueológico no estado mexicano de Veracruz. El Manatí foi um paul sacrificial sagrado para os olmecas entre aproximadamente 1 600  AEC e 1 200 AEC. Muitos objectos únicos foram recuperados do lodo, incluindo as mais antigas bolas de borracha já descobertas e os mais antigos artefactos de madeira encontrados no México. As bolas de borracha eram possivelmente utilizadas no jogo de bola mesoamericano, enquanto que os artefactos de madeira eram bustos criados no estilo "homem alongado".

## O sítio
El Manatí encontra-se situado no sopé do Cerro Manatí, cerca de 15 km a sudeste do importante centro olmeca de San Lorenzo Tenochtitlán. É notável entre os sítios olmecas pela ausência de arquitectura cerimonial ou doméstica contemporânea.
Os arqueólogos identificaram três fases diferentes entre os depósitos de El Manatí: Fase A (ca. 1700 - 1600 AEC), Fase B e a Fase Macayal (ca. 1040 AEC ± 150 anos). Todos os bustos de madeira encontrados pertencem a esta última fase.
El Manatí poderá ter sido escolhido como lugar sagrado devido a uma ou mais das suas características naturais:
- A presença de uma nascente de água natural, uma característica de muitos sítios sagrados da Mesoamérica.
- A presença dum pigmento vermelho, provavelmente hematite, que simbolizava o sangue.
- A sua localização no sopé de uma colina, Cerro Manatí.[4] Muitos dos sítios mesoamericanos mais antigos, incluindo Chalcatzingo, Teopantecuanitlan, e Las Bocas, situavam-se a leste ou oeste de uma elevação proeminente.[3]

## Descobertas
Além das várias bolas de borracha e 37 bustos de madeira, foram também encontrados durante as escavações numerosos machados cerimoniais de jadeíte, cerâmica, contas de pedra-verde arranjadas em grupos (aparentemente antes constituíam dois colares separados), fragmentos de figuras do tipo cara-de-bebé, cajados de madeira trabalhada, facas cerimoniais de obsidiana (sem evidências de uso), ossadas de recém-nascidos e de fetos humanos, bem como fragmentos de ossos animais e humanos. Muitos destes objectos foram encontrados como se houvessem sido dispostos com cuidado e não como se apenas atirados ao paul, indicando um propósito sacrificial sagrado.
São dignos de nota os bustos de madeira, os quais eram muitas vezes embrulhados em esteiras de fibra e atados com um cordel. Apesar da forma obviamente estilizada da cabeça, os investigadores sugerem que, devido às suas expressões individuais, os bustos representavam pessoas reais.
Os bustos de madeira eram geralmente acompanhados de outros objectos. Por exemplo:
- A escultura 1 estava associada a um bastão de madeira e um machado de pedra-verde.
- A escultura 2 estava associada com um grande pedaço de obsidiana, um feixe de folhas e plantas, uma bola de hematite, uma pilha de pedras de arenito, "comum a várias outras esculturas"[6] além de fragmentos de ossos de recém-nascidos. Perto desta escultura e na direcção este encontrou-se o esqueleto de uma criança.
- As esculturas 5, 6 e 7 foram enterradas em grupo, cada uma colocada de lado constituindo um triângulo, com as faces voltadas para o interior deste. Estas esculturas estavam acompanhadas de feixes de matéria vegetal e cobertas por uma esteira. Um bastão de madeira incompleto e um crânio infantil foram também encontrados em associação a este enterramento.

## Ossadas infantis
As ossadas de recém-nascidos ou de fetos consistiam de vários esqueletos completos bem como de fémures e crânios desmembrados. Estes restos são particularmente intrigantes pois indicam a possibilidade de sacrifício humano, um ritual do qual não existem evidências concretas no registo arqueológico olmeca. As ossadas infantis encontravam-se associadas e subordinadas ao enterramento de um busto de madeira. Não se sabe qual a causa da morte das crianças.

## História das investigações
O sítio foi descoberto por habitantes locais que pretendiam construir um lago de peixes na nascente. Começando em 1998, os investigadores passaram quatro temporadas escavando o sítio.